# Han Qingtang
Han Qingtang (nome in Pinyin di 韓慶堂; Jimo, 1901 – 1976) è stato un artista marziale cinese, che ha avuto numerosi allievi a Taiwan e fondatore di un sistema che riunisce le sue svariate esperienze detto Beishaolin changquan.
Nato a Jimo nel 1901. Nella sua zona di origine apprese Meihuaquan, Jiaomen changquan, Yangshi Taijiquan, Hebei Xingyiquan,  ecc. In particolare nella sua gioventù ha avuto tre maestri:Jin Penhe, Zhang Binzhang e Shen Maolin. Nel 1928 è membro importante del Zhongyang guoshu guan di Nanchino. Nell'esercito ottiene il grado di generale. Nel 1949 si rifugia con l'esercito di Chiang Kai Shek a Taiwan dove continua a lavorare per l'Accademia Centrale di Polizia "Guomindang Zhongyang Jingguan Xuexiao".
Sempre nel 1949 è tra i primi membri della KFROC
Muore nel 1976.
È famoso per le sue tecniche di Qinna, tanto che Robert W. Smith gli dedica " Han Qingtang and his seizing art" ed un capitolo nel suo "Chinese boxing: master and methods"
Ha un ottimo rapporto di amicizia con Wu Tipang. Pratica ed insegna anche Yangshi Taijiquan ed in particolare una forma 108 figure.
Tra i suoi allievi più famosi ci sono: Wang Jianxu 王建緒, Shen Maohui 沈茂惠, Jiang Changgen 姜長根, Tang Kejie 唐克杰, Meng Xianming 孟憲明, che vennero chiamati le "Cinque tigri della scuola di Han", Hanmen wu hu 韓門五虎.